# Lutjanus quinquelineatus
Lutjanus quinquelineatus är en fiskart som först beskrevs av Bloch, 1790.  Lutjanus quinquelineatus ingår i släktet Lutjanus och familjen Lutjanidae. Inga underarter finns listade i Catalogue of Life.